# James Dunn (Schauspieler)
James Howard Dunn (* 2. November 1901 in New York City, New York, USA; † 3. September 1967 in Santa Monica, Kalifornien, USA) war ein US-amerikanischer Film- und Theaterschauspieler. Er gewann 1946 den Oscar als Bester Nebendarsteller für Ein Baum wächst in Brooklyn.

## Leben
James Dunn war der Sohn eines Wall Street-Börsenmaklers. Er hatte irische Wurzeln. Nach der Schulausbildung arbeitete Dunn zunächst als Gebrauchtwagenhändler, bis er in den 1930er-Jahren erstmals in Vaudeville-Theatern auftrat. Auch stand er als Statist in Stummfilmen jener Zeit vor der Kamera. Nach ersten Erfolgen am Broadway wechselte er mit Beginn des Tonfilmes endgültig zum Film.
1931 erreichte er unter Regie von Frank Borzage mit der Hauptrolle in Bad Girl seinen filmischen Durchbruch. In den folgenden Jahren verkörperte Dunn vor allem liebenswerte Hauptfiguren in unterschiedlichen Filmgenres. 1934 spielte er dreimal an der Seite von Kinderstar Shirley Temple in den Filmen Stand up and Cheer, Baby Take a bow und Bright Eyes, von denen sich insbesondere der letztgenannte Film als großer Kassenschlager erwies. Als 1935 Fox Film in 20th Century Fox aufging, waren die Familienkomödien und Musicals, in denen Dunn die meisten Rollenangebote erhielt, nicht mehr gefragt. Schon Ende der 1930er-Jahre war Dunn zumeist nur noch in B-Movies zu sehen. Zudem litt der Schauspieler ab Ende der 1930er-Jahre längere Zeit unter Alkoholproblemen. 
1945 schaffte Dunn einen beachtliches, aber nur kurzfristiges Comeback: Für seine Darstellung eines liebevollen, aber alkoholkranken und etwas weltfremden Familienvaters im Filmdrama Ein Baum wächst in Brooklyn wurde er mit dem Oscar in der Kategorie Bester Nebendarsteller ausgezeichnet. Doch auch in der Folgezeit drehte Dunn weiterhin meistens nur B-Filme. In den 1950er-Jahren avancierte Dunn zu einem vielbeschäftigten Darsteller im amerikanischen Fernsehen, darunter in der Hauptrolle der Fernsehserie It's a Great Life. In seiner letzten Kinorolle absolvierte er einen Gastauftritt im starbesetzten Film … denn keiner ist ohne Schuld (1966).
Obwohl er dreimal verheiratet war, hatte er keine leiblichen Kinder. Er war dennoch Stiefvater von William Tick, dem Sohn seiner dritten Ehefrau Edna Rush, mit der er von 1945 bis zu seinem Tod verheiratet war. Zuvor war er mit Edna O'Lier und der Schauspielerin Frances Gifford verheiratet. Er starb im Alter von 65 Jahren an den Folgen einer Bauchoperation.
Ihm sind zwei Sterne am Hollywood Walk of Fame gewidmet.

## Filmografie (Auswahl)
- 1919: Deliverance
- 1929: In the Nick of Time (Kurzfilm)
- 1931: Bad Girl
- 1931: Sob Sister
- 1931: Over the Hill
- 1932: Dance Team
- 1932: Society Girl
- 1932: Handle with Care
- 1933: Seemannsglück (Sailor’s Luck)
- 1933: Walking Down Broadway (Hello, Sister!)
- 1933: The Girl in 419
- 1933: Hold Me Tight
- 1933: Arizona to Broadway
- 1933: Jimmy and Sally
- 1933: Take a Chance
- 1934: Hold That Girl
- 1934: Wir senden Sonne (Stand Up and Cheer!)
- 1934: Change of Heart
- 1934: Shirley’s großes Spiel (Baby, Take a Bow)
- 1934: Have a Heart
- 1934: 365 Nights in Hollywood
- 1934: Lachende Augen (Bright Eyes)
- 1935: George White's 1935 Scandals
- 1935: The Daring Young Man
- 1935: Welcome Home
- 1935: The Payoff
- 1935: Bad Boy
- 1936: Don't Get Personal
- 1936: Hearts in Bondage
- 1936: Two-Fisted Gentleman
- 1936: Come Closer, Folks
- 1936: Mysterious Crossing
- 1937: We Have Our Moments
- 1937: Venus Makes Trouble
- 1937: Living on Love
- 1938: Shadows Over Shanghai
- 1939: Pride of the Navy
- 1939: Mercy Plane
- 1940: Son of the Navy
- 1940: Hold That Woman!
- 1942: The Living Ghost
- 1943: The Ghost and the Guest
- 1943: Government Girl
- 1944: Leave It to the Irish
- 1945: Ein Baum wächst in Brooklyn (A Tree Grows in Brooklyn)
- 1945: The Caribbean Mystery
- 1946: That Brennan Girl
- 1947: Killer McCoy
- 1948: Texas, Brooklyn and Heaven
- 1950: The Golden Gloves Story
- 1954–1955: Robert Montgomery Presents (Fernsehserie, 3 Folgen)
- 1954–1956: It's a Great Life (Fernsehserie, 72 Folgen)
- 1957: Mr. Broadway (Fernsehfilm)
- 1959: Josh (Wanted: Dead or Alive, Fernsehserie, Folge 1x23)
- 1960: Tausend Meilen Staub (Rawhide, Fernsehserie, Folge 2x14 Die Pockenstadt)
- 1960: Jeder zahlt für seine Schuld (The Bramble Bush)
- 1961: Gnadenlose Stadt (Naked City, Fernsehserie, Folge 2x30)
- 1961/1962: Route 66 (Fernsehserie, 2 Folgen)
- 1962: Bonanza (Fernsehserie, Folge 3x20 Eine Mutter aus Irland)
- 1962: Hemingways Abenteuer eines jungen Mannes (Hemingway’s Adventures of a Young Man)
- 1963: Das große Abenteuer (The Great Adventure, Fernsehserie, 2 Folgen)
- 1963: Auf der Flucht (The Fugitive, Fernsehserie, Folge 1x06)
- 1964: Die Leute von der Shiloh Ranch (The Virginian, Fernsehserie, Folge 3x15)
- 1965: Geächtet (Branded, Fernsehserie, Folge 1x11)
- 1966: … denn keiner ist ohne Schuld (The Oscar)
- 1968: Schatten über Elveron (Shadow over Elveron, Fernsehfilm)